# 포토몽타주

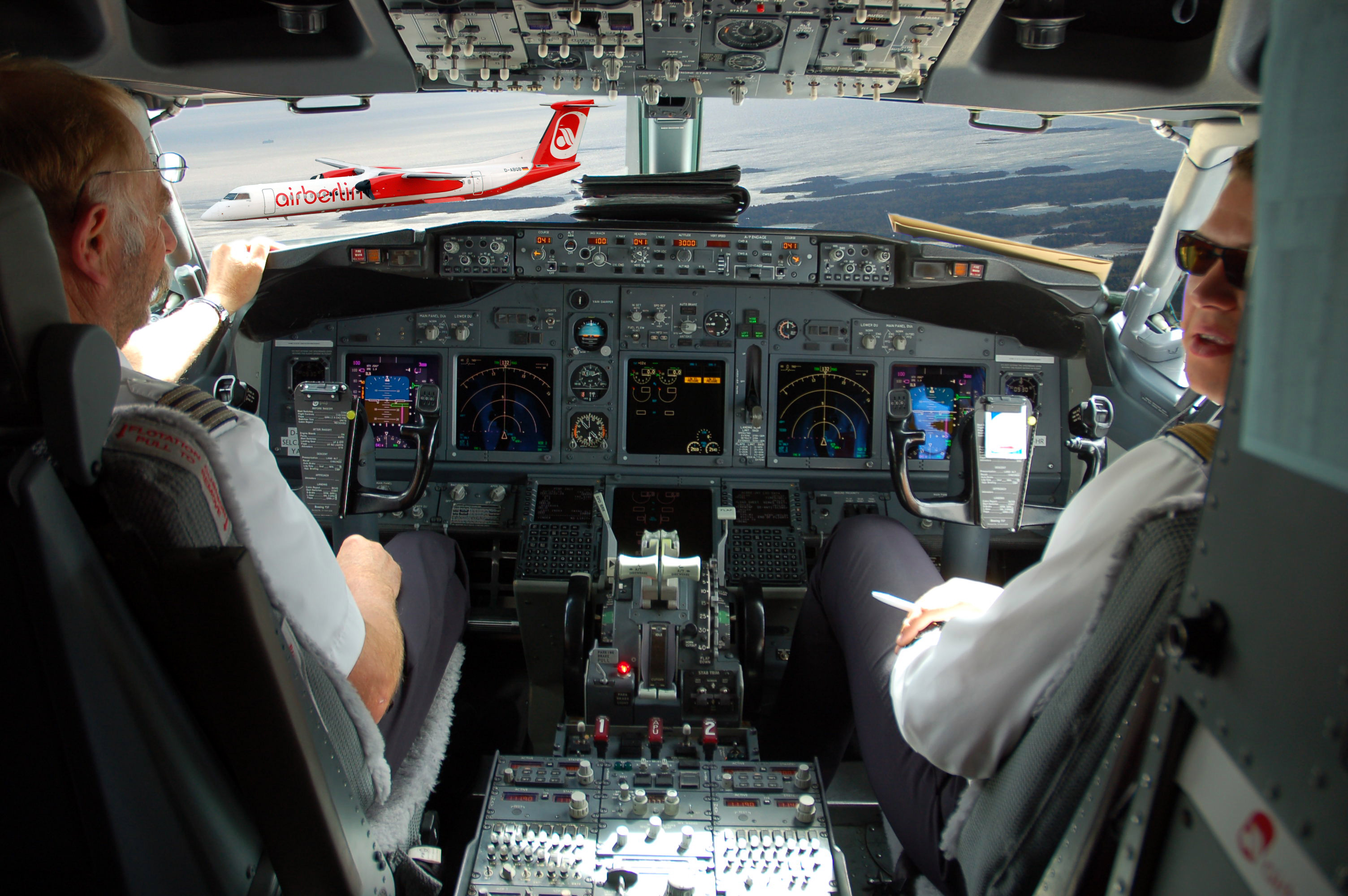

포토몽타주(영어: Photomontage)는 사진을 서로 결합하여 조립하는 일을 말한다. 1915년 독일의 다다이스트, 그로츠나 하트필드가 공동으로 행하였다. 이들은 콜라주에서 자극을 받아 관계없는 몇 장의 사진을 동일 화면에 결합함으로써 환상적인 광경을 표현하였다.
합성사진이라고도 한다. 동일화면 내에 다른 두 개 이상의 영상을 합성해서, 그 효과에 의해 이질적인 이미지의 충돌을 기대하는 수법이다. 이중 내지 다중 노출에 의해서 촬영시에 시도하는 경우와, 확대하는 시점에서 네거를 포개어 인화하는 수법으로 대별된다. 이 수법의 대표적인 작가 하트필드는 1930년 초, 나치스를 통렬히 풍자했다.

## 같이 보기
- 콜라주
- 2차적저작물
- 다중 노출